# Солёный (Башкортостан)
Солёный (баш. Солёный) — хутор в Ишимбайском районе Башкортостана, входит в состав Петровского сельсовета.

## Название
Название дано по солончаку, возле которого обосновались в XIX веке поселенцы с Украины и из Белоруссии, основав тем самым новое поселение.

## История
После пожара в 1973 году почти вымер. Упразднён официально в 1981 году, согласно Указу Президиума Верховного Совета Башкирской АССР от 14.09.1981 г. № 6-2/327 «Об исключении некоторых населенных пунктов из учетных данных по административно-территориальному делению Башкирской АССР», вместе с тремя другими населёнными пунктами района: д. Кудашево, х. Ламшино Верхоторского сельсовета, х. Фарейкино Кузяновского сельсовета.
Вновь образован официально в 2007 году согласно Постановлению Правительства РФ от 10 сентября 2007 года № 572 «О присвоении наименований географическим объектам и переименовании географических объектов в Республике Адыгея, Республике Башкортостан, Ленинградской, Смоленской и Челябинской областях».

## Население
| 2010 |
| ---- |
| 1    |

## Экономика
КФХ «Зеркальный карп» — рыболоводство, рыборазведение. Туризм.